# Médecins du monde
Pour les articles homonymes, voir MDM.
Ne doit pas être confondu avec Médecins sans frontières.
 (juin 2018).
Si vous disposez d'ouvrages ou d'articles de référence ou si vous connaissez des sites web de qualité traitant du thème abordé ici, merci de compléter l'article en donnant les références utiles à sa vérifiabilité et en les liant à la section « Notes et références ».
Médecins du Monde est une ONG médicale de solidarité internationale créée en 1980. Elle intervient en France et à l'étranger, afin de soigner les populations les plus vulnérables, les victimes de conflits armés, de catastrophes naturelles, et ceux qui n'ont pas accès aux soins. Association humanitaire indépendante, Médecins du Monde dénonce les atteintes à la dignité et aux droits de l'Homme et plaide pour améliorer la situation des personnes vulnérables. En 2019, Médecins du Monde mène plus de soixante programmes dans près de cinquante pays.
Depuis juin 2024, le docteur Jean-François Corty est le président de Médecins du Monde.

## Histoire

### 1980 et la création de Médecins du Monde
En 1979, des divergences apparaissent au sein de Médecins sans frontières à l'occasion de l'opération « Un bateau pour le Viêt Nam », Bernard Kouchner défendant l'idée qu'il faut affréter un navire, avec à son bord médecins et journalistes, afin de pouvoir soigner et aussi témoigner des violations des droits de l'Homme sur le terrain. Cette opération est jugée trop médiatique par les autres dirigeants. Bernard Kouchner, Patrick Aeberhard, Alain Deloche, Pierre Pradier, Patrick Laburthe-Tolra, Jacques Bérès, Pierre Fyot, Monique Donabedian, Jean-Élie Malkin, François Foussadier… une quinzaine de responsables quittent l'association pour fonder, en mars 1980, Médecins du monde, avec le soutien du professeur Paul Milliez, qui en deviendra président d'honneur.
À la suite de cette intervention, Médecins du monde a développé ses principes fondateurs : aller là où les autres ne vont pas et témoigner des atteintes aux droits et à la dignité humaine.
L'association se développe en intervenant lors des grandes crises qui ont marqué les années 1980 comme en Afghanistan — où l’association décide d'envoyer une équipe le soir même de sa création —, au Salvador et en Arménie.
En 1986, Médecins du monde intervient pour la première fois en France, toujours dans l’optique de faciliter l’accès aux soins et aux droits des personnes vulnérables : elle ouvre un centre de soins gratuit rue du Jura à Paris et en 1987 le premier centre de dépistage du VIH, volontaire, anonyme et gratuit à Paris. Par la suite se créent d'autres centres en province. Il y a 15 centres de santé aujourd'hui répartis dans toute la France. L'association est reconnue d'utilité publique depuis 1989.

### 1990-2000: Médecins du monde agit pour les droits de l’Homme
Après la chute du mur de Berlin, les acteurs humanitaires jouent un rôle central dans la reconfiguration du monde. Médecins du monde décide alors de devenir un acteur clé de la santé communautaire et agit ainsi afin d’exiger le respect des droits de l’Homme et du droit international humanitaire. L’association milite avec d'autres ONG pour la création d'une Cour pénale internationale. Elle intervient également en ex-Yougoslavie, en Somalie, au Rwanda, au Burundi, en République démocratique du Congo, en Iran, au Kosovo, en Turquie, au Timor, en Tchétchénie… L'association connaît une croissance importante : à la fin des années 1990, plus de 70 missions sont mises en œuvre à travers le monde, dans plus de 50 pays.
En France, l’ONG a été en première ligne afin de voter en 1998 la loi de prévention et de lutte contre les exclusions. Cette loi crée les PASS (Permanences d’accès aux soins de santé) puis la CMU et l’AME.

### XXIesiècle: le rôle des acteurs humanitaires face à la mondialisation
Au XXIe siècle, Médecins du monde réaffirme sa position : une association de soignants militants et indépendants. Elle maintient sa présence auprès des plus vulnérables, partout dans le monde, et développe son action en matière de réduction de risques liés à l'usage des drogues. Elle intervient en Afghanistan, dans les Territoires palestiniens, en Tchétchénie, en Côte d'Ivoire, en République démocratique du Congo, au Liberia, en Haïti, en Indonésie, et au Liban.
Début 2011, l'ONG Médecins du monde lance une campagne : « la santé n'est pas un luxe » face à l’aggravation des inégalités en santé en France et dans le monde ; le 7 avril 2011, Médecins du monde s’installe au centre de Paris, place du Palais Royal, et réaffirme que la santé n’est pas et ne doit pas être un produit de luxe. Le 4 mars 2014, Médecins du monde lance une campagne internationale pour le droit des femmes à décider et pour un accès universel à la contraception et à l'avortement, opération intitulée « Names-not-Numbers » arguant que 22 millions de grossesses non-désirées se terminent chaque année par un avortement pratiqué dans des conditions insalubres et non médicalisées et que cela devait cesser. Cette campagne fut lancée en réponse à l'agitation ayant suivi le projet de loi visant l'interdiction de l'avortement en Espagne. Des personnalités du monde médical telles que les français Patrick Aeberhard, Étienne-Émile Baulieu, Ghada Hatem Gantzer et Marie-Laure Brival et la hollandaise Rebecca Gomperts signent cet appel.
Afin d’être en adéquation avec ces changements mondiaux, Médecins du monde adopte en 2015 son nouveau projet associatif mis en œuvre dans son plan stratégique. L’association se bat pour « un monde où les obstacles à la santé auront été surmontés, où le droit à la santé sera effectif : pour la justice sociale, afin d’accompagner les populations dans leur autonomisation, en toute indépendance, sur la base de l’engagement et de l’équilibre ».
Depuis sa création, Médecins du monde a, plusieurs fois, changé de logo. Inspiré de celui de la Croix-Rouge, il prend comme symbole la colombe au rameau d'olivier pour la paix. Les cinq feuilles représentent les cinq continents alors que la forme ronde rappelle le globe terrestre.

## Missions internationales
Médecins du monde est présent dans près de 40 pays. L'association intervient en situation d'urgence et sur le long terme, en menant à bien des projets de développement.
Médecins du monde agit selon :
- 5 thématiques prioritaires : santé sexuelle et reproductive ; réduction des risques ; migration, droits et santé ; environnement et santé ; urgences et crises[15].
- 3 approches transverses à tous ses projets : santé mentale ; enfance vulnérable ; le genre.

### Les urgences
- Lors de catastrophes naturelles et de conflits, MDM développe des réponses d’urgence face à un système de santé mis à mal. L’objectif est à la fois de soigner les blessures physiques et psychiques provoquées par le drame et d'assurer à la population une continuité dans les soins jusque-là couverts : accouchements, soins de santé primaire, traitements chroniques. Ces activités sont souvent prolongées par une phase de reconstruction destinée à rééquiper les centres de soins détruits et à faire redémarrer les systèmes de santé.

Depuis sa création, l'association intervient dans la plupart des grandes catastrophes naturelles, notamment en Iran et en Algérie (2003), Indonésie (2004 et 2006), au Pakistan (2007), en Birmanie (2008). Médecins du monde apporte un soutien aux populations victimes de conflits comme au Kosovo (1999), en Côte d'Ivoire (2002), au Liberia (2003), Liban (2006) ou au Darfour (2004-2008) et se mobilise également sur des crises chroniques comme en Tchétchénie (1995) ou en Irak (2003-2008), et Haïti, lors du tremblement de terre en janvier 2010, sur les inondations au Pakistan en juillet 2010.
En 2019, l'association est engagée sur plusieurs programmes d'urgence : le Yémen, le Nigéria, la République centrafricaine, le Bangladesh, la Palestine.

### Afrique du Nord et Moyen-Orient
L’ONG est présente dans une dizaine de pays en Afrique du Nord et au Moyen-Orient (Palestine, Syrie, Algérie…). En Palestine, par exemple, Médecins du monde accompagne les structures de soins pour prendre en charge les populations vulnérables dans des situations d’urgence.

### Afrique subsaharienne
Médecins du monde est présent dans plus de dix pays dans cette région, notamment au Burkina Faso, en République démocratique du Congo.

### Amérique latine et Caraïbes
Dans cette région du monde, Médecins du monde soigne et accompagne les exilés qui fuient la violence, la misère et les conflits. C’est notamment le cas en Colombie, au Honduras ou au Mexique.

### Europe et Asie
Sur ces deux continents, Médecins du monde intervient sur différentes thématiques telles que la migration ou la réduction des risques.

### Opération Sourire
Cette mission historique de Médecins du monde vise à opérer des enfants et jeunes adultes atteints de pathologies congénitales ou acquises et nécessitant une chirurgie reconstructrice.

### Les personnes migrantes / Les exilés
Médecins du monde aide et accompagne les personnes exilées tout au long de leurs parcours migratoires et plaide pour un accueil digne de ces personnes dans les pays où elles espèrent trouver une protection.
- En 2005, le réseau de Médecins du monde en Europe (11 pays), "Huma", a créé un Observatoire européen de l'accès aux soins afin d'apporter son analyse sur l'accès aux soins des personnes vivant dans la précarité dans sept pays de l'Union européenne (Belgique, Espagne, Grèce, France, Italie, Portugal et Royaume-Uni). Médecins du monde demande un égal accès aux soins des personnes résidant sur le territoire européen, quel que soit leur statut administratif et milite pour la non-expulsion des étrangers gravement malades.
- Médecins du monde apporte une aide spécifique dans le pays d'origine des migrants, mais aussi dans les zones de transit[réf. nécessaire]. L'objectif est d'améliorer leur accès aux soins et de faire reconnaître leur droit à la santé. Programmes de santé auprès des migrants dans différentes parties du monde (Mayotte, Cayenne, Liban, Malte, Maroc, Mexique etc.).

- En France, Médecins du monde intervient auprès des migrants depuis 1986. Implantés sur l'ensemble du territoire, les 21 centres d'accueil, de soins et d'orientation accueillent près de 90 % d'étrangers, la plupart primo-arrivants. Les médecins bénévoles les soignent jusqu'à l'obtention de leurs droits ou les orientent vers des dispositifs mieux à même de les prendre en charge en fonction de leur situation[18]. MdM mène également des actions de témoignage et de plaidoyer, notamment à travers le collectif ODSE.

- Le 30 juillet 2010, le président de la République, Nicolas Sarkozy, dans son discours de Grenoble pointait du doigt la communauté rom et annonçait la multiplication des expulsions. Un an après, Médecins du monde déplore les conséquences sanitaires des expulsions à répétition, publie une enquête sur la couverture vaccinale des populations roms et dénonce une mise en danger volontaire de personnes en grande précarité[19].
- Depuis le début du conflit syrien en 2011 et la crise de l’accueil des migrants en Europe, Médecins du monde agit pour venir en aide à ces personnes et défendre leurs droits. Ainsi, l’association milite aux côtés de plusieurs associations pour défendre un accueil digne des personnes migrantes. Au-delà des actions menées partout en France et en Europe, l’association plaide auprès des pouvoirs publics pour améliorer les conditions d’accueil de ces personnes[17]. Par exemple, plusieurs contentieux ont été initiés auprès de la justice française pour reconnaître les défaillances de l’État et l’obliger à prendre ses responsabilités[20].

### Femmes victimes de violences
Médecins du monde assure une prise en charge pluridisciplinaire aux femmes victimes de violence: soins, soutien psychologique, aide à faire valoir leurs droits, à se réinsérer, en lien avec des partenaires locaux. 
Médecins du monde travaille également avec les communautés locales afin de sensibiliser les familles aux conséquences physiques ou psychologiques graves qu'engendrent ces violences. 
En 2019, Médecins du monde a différents programmes auprès des femmes victimes de violences, notamment en temps de crises : République démocratique du Congo, République centrafricaine, Nigeria.

### Le sida
Afin de lutter plus efficacement contre la pandémie sur les missions internationales, le dépistage, l'accès aux traitements, notamment antirétroviraux et la formation du personnel local sont devenus indissociables de la prévention. Et ce toujours en collaboration avec des associations locales, mieux à même d'appréhender le problème sous tous ses aspects sociaux, culturels, politiques et économiques. Depuis 2007 Médecins du monde met en place une prise en charge du VIH, intégrée dans les centres de soins de santé primaire plus proches des villages que les centres spécialisés[réf. nécessaire] et milite pour leur développement.
- 1987 : Médecins du monde ouvre son premier centre de dépistage du VIH.
- 1989 : L'association devient en France un acteur majeur de la réduction des risques infectieux, VIH et hépatites virales, auprès des populations les plus vulnérables : usagers de drogues (programmes d'échange de seringues et d'accès à la méthadone), prostituées et migrants.
- 2007 : Dans un souci d’approche combinant décentralisation, simplification et intégration, Médecins du monde met en place en zone rurale des programmes décentralisés de prise en charge du VIH/ sida.
- 2008 : les délégations du réseau international de l'association coordonnent 33 programmes VIH dans 28 pays[réf. nécessaire].

## Missions en France: la lutte contre l'exclusion
Médecins du monde intervient en France à partir de 1986, une dizaine d'années après la scission du milieu des années 1970 à la suite de la crise née de l'opération « Un bateau pour le Vietnam ». 
Avec ses « Dix propositions pour l'accès aux soins pour tous », publiées en 1995, Médecins du monde réaffirme la priorité des soins avant tout examen administratif, qu'il s'agisse de personnes sans couverture sociale ou d'étrangers en situation irrégulière. Cette idée a été reprise en 1999 lors de la mise en place de la Couverture maladie universelle (CMU). MdM a, au sein de collectifs, beaucoup agi pour mettre en place la loi de lutte contre les exclusions du 29 juillet 1998 et la création des permanences d'accès aux soins de santé (PASS).
En 2011 la mission France de Médecins du monde représente 100 programmes dans 29 villes, 2 000 bénévoles et 60 salariés, 21 centres d’accueil, de soins et d’orientation qui reçoivent près de 26,000 patients et réalisent 35,000 consultations médicales par an, un centre de soins pédiatriques à Mayotte et 80 actions mobiles de proximité : campements roms, squats, raves, maraudes auprès des SDF, des personnes se prostituant.
L’action de MdM en France se traduit souvent par des actions de promotion de la santé et l’ouverture des droits à la santé (CMU - AME).

### Les centres d'accueil de soins et d'orientation (CASO) et les centres d’accueil, d’orientation et d’accompagnement (CAOA)
Les centres de soins ont pour objectifs d'offrir des soins gratuits aux personnes en situation d’exclusion ou de vulnérabilité. Une équipe pluridisciplinaire accueille les patients sans imposer de contraintes, les soulage de leurs maux en adaptant les pratiques médicales aux patients et travaille avec eux à la récupération de leurs droits pour accéder aux dispositifs publics de santé.
En 2017, les 15 centres de soins de Médecins du monde ont accueilli 24 338 patients au cours de 47 334 passages. Leur âge moyen est de 33 ans et 98,5%  vivent sous le seuil de pauvreté. Au total il y a eu : 29 674 consultations médicales, 2 374 consultations dentaires, 6 894 consultations paramédicales et 12 190 consultations sociales.
Médecins du monde agit en France à travers ses 15 délégations régionales : Alsace ; Aquitaine ; Corse ; Guyane ; Île-de-France ; Languedoc-Roussillon ; Lorraine ; Midi-Pyrénées ; Hauts de France ; Normandie ; Océan indien ; PACA ; Pays de la Loire ; Poitou-Charentes et Rhône-Alpes/Auvergne.

### Sans-abri et mal-logés
La grande majorité des personnes vus par MdM France sont sans-abri ou demeurent dans des logements précaires.

### Les personnes exilées en France
Les équipes assurent des consultations psycho-médico-sociales, diffusent des messages de prévention, et orientent les personnes exilées vers des partenaires et vers le système de santé de droit commun.

### La communauté des gens du voyage
Les personnes de la communauté des gens du voyage sont menacés dans leurs droits, et cela se répercute physiquement et psychologiquement. L’objectif des équipes mobiles de Médecins du monde est donc double : rencontrer les gens du voyage sur leurs lieux de vie, et les aider à faire reconnaître leurs droits.[réf. nécessaire]

### La communauté Rom
Les personnes appartenant à la communauté Roms quittent leur pays d’origine pour fuir la discrimination raciale et la misère. Toutefois, la multiplication des expulsions, provoquant la rupture de la continuité des soins, les fragilise et rend leur vie encore plus précaire.

### Prostitution

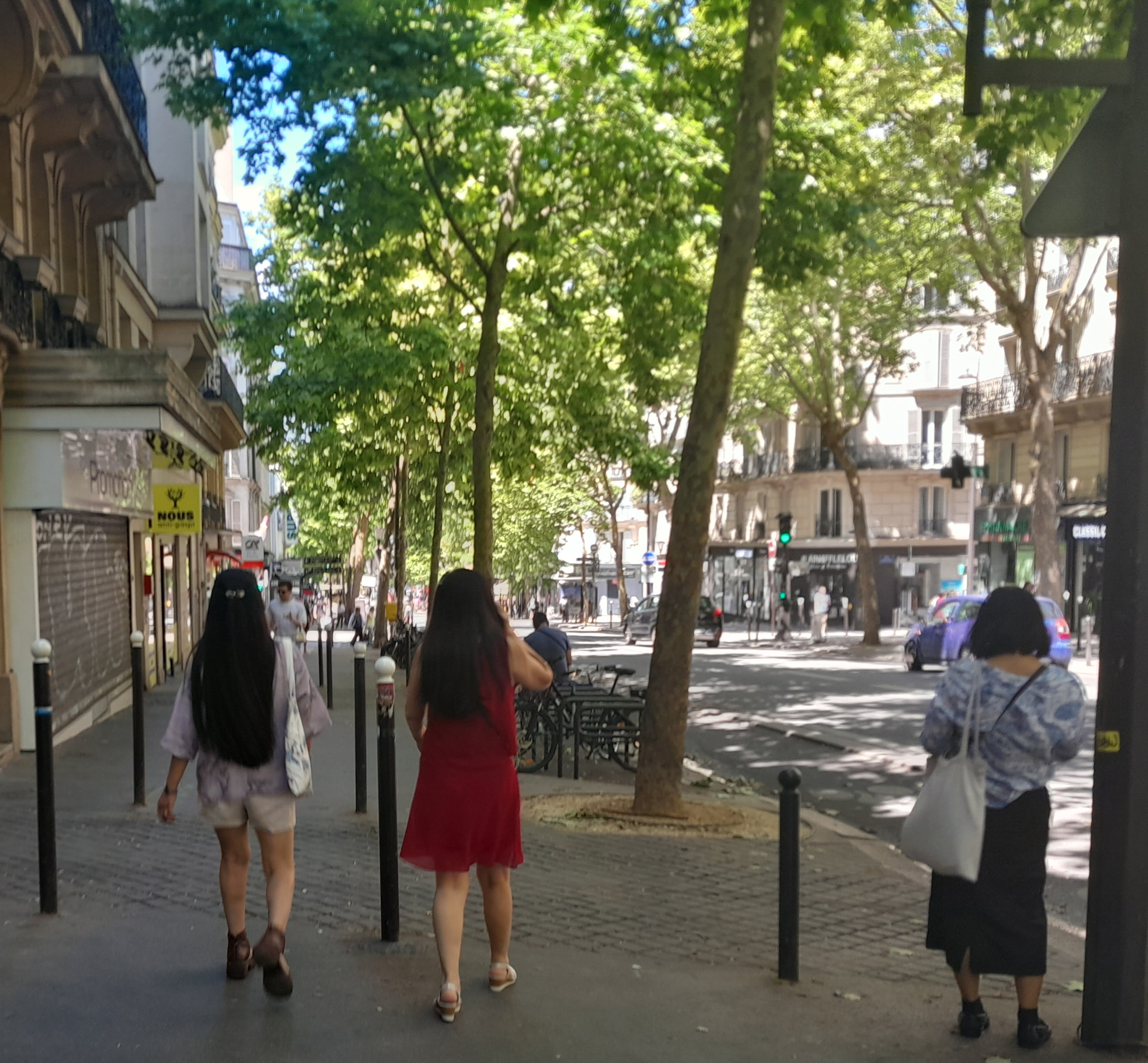
Marcheuses chinoises sur l'avenue de Clichy à Paris (juin 2025).

Depuis la mise en vigueur de la loi sur le délit de racolage passif en 2003, les conditions de vie des personnes se prostituant se sont largement dégradées, et les violences à leur encontre se sont multipliées.
En 2002, Médecins du monde crée le Lotus Bus, service d'information en matière de santé et de sécurité, pour les femmes chinoises qui se prostituent à Paris. En 2009, un livret bilingue Chinois/Français a été rédigé pour les prostituées chinoises à Paris. Il donne des informations pratiques utiles aux travailleuses du sexe.
Le 5 juin 2017, une question prioritaire de constitutionnalité (QPC) est déposée par Médecins du monde et huit autres associations (dont le STRASS) et cinq travailleuses du sexe contre la loi visant à pénaliser les clients de la prostitution. Selon leur avocat Patrice Spinosi : « Notre objectif est de démontrer que la loi qui devait davantage protéger les prostituées n'a pas rempli ses objectifs, bien au contraire, elle est contre-productive ».

### La réduction des risques (RDR) et échange de seringues
La réduction des risques liées aux pratiques prostitutionnelles, à l’usage des drogues dans les raves ou auprès des jeunes marginalisés est aussi une priorité qui exige un accompagnement social, médical, administratif et juridique. Les programmes d’échange de seringues sont reconnus comme établissements médico-sociaux depuis 2006 et sont financés par l’assurance maladie. Les équipes vont au-devant des usagers de drogues dans la rue, les squats, et les raves pour fournir du matériel stérile et ainsi réduire les risques (hépatites, sida…) encourus par la consommation de drogues.

### Combat pour la réduction du coût des médicaments
En juin 2016, Médecins du monde France lance une campagne de communication pour dénoncer le prix des médicaments et les profits des entreprises pharmaceutiques. 
«La mainmise de l’industrie pharmaceutique sur le système de la brevetabilité doit cesser. Les autorités laissent les laboratoires dicter leurs prix et abandonnent leur mission, celle de protéger la santé des populations », demande alors la présidente de Médecins du monde France. 
Victime d'un avis négatif de l'autorité de régulation professionnelle de la publicité, l'ONG n'a pas l'autorisation d'accéder aux panneaux publicitaires et lance donc sa campagne sur le seul internet le 13 juin 2016. Celle-ci est alors fortement relayée par les réseaux sociaux.

## Le réseau international
Aujourd’hui le réseau international de Médecins du monde, créé en 1993, compte seize membres organisés autour d'une direction du réseau international. En 2018, le réseau international de Médecins du monde menait 316 programmes dans 78 pays grâce à 5 000 volontaires, et 3 000 salariés. De la première association en France, naîtra une dynamique qui conduira à la création de plusieurs associations Médecins du monde, en Europe, en Amérique et en Asie :
- 1987 : Médecins du monde États-Unis (fermé en 2006 et rouvert en 2012)
- 1990 : Médecins du monde Espagne, Médecins du monde Grèce
- 1991 : Médecins du monde Suède
- 1993 : Médecins du monde Italie, Médecins du monde Suisse
- 1995 : Médecins du monde Chypre (fermé en 2008)
- 1996 : Médecins du monde Canada
- 1997 : Médecins du monde Pays-Bas
- 1998 : Médecins du monde Argentine, Médecins du monde Royaume-Uni
- 1999 : Médecins du monde Allemagne, Médecins du monde Belgique, Médecins du monde Portugal
- 2000 : Médecins du monde Japon
- 2013 : Médecins du monde Luxembourg
- 2018 : Médecins du monde Turquie

Ces associations se sont donné pour mandat de soigner les populations les plus vulnérables, mais aussi de témoigner de la situation de ces populations. Elles œuvrent à travers le monde, par le biais de missions médicales mises en œuvre tant à l’étranger que sur leur propre territoire. Ces missions viennent en aide aux populations les plus vulnérables sans distinction de sexe, d’âge, de religion, d’ethnie, d’orientation sexuelle ou de conviction politique.
Chaque association membre du réseau international de Médecins du monde regroupe des professionnels de santé souhaitant s’investir bénévolement. Les actions sont mises en œuvre avec le concours de professionnels issus majoritairement du milieu médical : médecins, chirurgiens, sages-femmes, infirmiers, psychologues cliniciens. Toutefois, d’autres compétences sont nécessaires : coordination, administration, logistiques, spécialistes des droits de l’homme, entre autres.

## Financement et indépendance
Médecins du monde est financé par les dons du privé (plus de 50% du budget de l’association), ainsi que par des subventions administratives nationales ou internationales (à 47 %). Un soin est apporté pour que les dons privés restent majoritaires et ainsi pouvoir conserver une indépendance vis-à-vis des structures d'États. Dans un souci de transparence, le rapport financier de l'association est publié chaque année.
En 2008, les ressources totales de l'association atteignent 62,3 millions d'euros. En 2019, le budget de Médecins du monde France est de 99,2 millions d'euros.
Pour promouvoir son action auprès du public et lui permettre de faire appel au don en confiance, la section française de l’organisation, en tant qu’association, adhère au Comité de la Charte.
Pour veiller au bon usage des dons privés, Médecins du monde s'est doté, dans les années 1990, d'un comité des donateurs.

## La revueHumanitaire
L'organisation édite une revue trimestrielle en langue française intitulée Humanitaire. Lancée en novembre 2000 et tirée à environ 800 exemplaires, elle a pour objectif de porter des réflexions sur l’action humanitaire, en offrant notamment un support de débat et de réflexion à des acteurs du milieu humanitaire et des observateurs.
Sous la direction d'Olivier Bernard, l'organisation de la revue se structure ainsi :
- un comité de pilotage (quatre personnes de Médecins du monde) chargé de la définition et du respect de la ligne éditoriale ;
- un comité de rédaction (personnalités d’origines professionnelle et géographique multiples - membres d’ONG, journalistes, intellectuels, chercheurs), chargé de la conception intellectuelle de la revue sous la direction du rédacteur en chef, Boris Martin.

La revue se veut accessible au grand public, toutes les personnes intéressées par l’humanitaire (principalement des membres d’ONG, d’organisations internationales, d’administrations nationales, des chercheurs ou des étudiants).

## Politique
Dans l'entre-deux-tours de l'élection présidentielle de 2017 qui oppose Marine Le Pen et Emmanuel Macron, Médecins du monde appelle implicitement dans une tribune avec soixante autres associations à faire barrage à la candidate FN.

## Lobbying

### Auprès des institutions de l'Union européenne
Médecins du monde est inscrit depuis 2016 au registre de transparence des représentants d'intérêts auprès de la Commission européenne, et déclare en 2018 pour cette activité des dépenses annuelles d'un montant compris entre 200 000 et 300 000 euros. La section allemande de l'ONG déclare pour sa part la même année des dépenses comprises entre 100 000 et 200 000 euros, et la section belge entre 100 000 et 200 000 euros pour l'année 2017

### En France
Médecins du monde déclare à la Haute Autorité pour la transparence de la vie publique exercer des activités de lobbying en France pour un montant qui n'excède pas 100 000 euros sur l'année 2018.

### Sources et bibliographie
: document utilisé comme source pour la rédaction de cet article.
- Jacques Fontanel, Liliane Bensahel et Bénédicte Corvaisier-Drouart, Les Organisations non gouvernementales : ou l'homme au cœur d'une mondialisation solidaire, L'Harmattan, 2009, 450 p.  (ISBN 978-2296090668)
- Éric Cheysson et Michel Faure, Au cœur de l'espoir, Paris, Robert Laffont, 2012, 276 p. (ISBN 978-2-221-11552-7)
- Olivier Weber, French doctors : L'épopée des hommes et des femmes qui ont inventé la médecine humanitaire, Robert Laffont, 1995, 583 p. (ISBN 978-2-221-09193-7)

- Cet article est partiellement ou en totalité issu de l'article intitulé « Revue Humanitaire » (voir la liste des auteurs).